# کوسه دم‌دراز
کوسه دم‌دراز(نام علمی: Alopias) نام یک سرده از راسته کوسه‌سانان است.